# Gustavo Machado (desenhista)
Gustavo Machado Ferreira (Rio de Janeiro) é um desenhista de quadrinhos brasileiro. Começou como desenhista profissional em 1977, aos 18 anos, como integrante da equipe da revista em quadrinhos do Sítio do Picapau Amarelo, produzida pela Rio Gráfica e Editora (RGE), atualmente Editora Globo. De 1979 a 1982, desenhou histórias em quadrinhos de terror para a Editora Vecchi, no Rio de Janeiro, e quadrinhos adultos para a Grafipar, em Curitiba, PR, onde residiu por três anos. Ainda em 82, trabalhou como ilustrador e layoutman para as agências de publicidade Exclam e MPM, em Curitiba.
Mudou-se para São Paulo e, de 1983 a 1988, trabalhou com desenhos animados em vários estúdios da capital paulista, como Daniel Messias Cinema de Animação, Briquet Filmes, Sketch Filmes e outros. Neste período, em 1987, criou o planejamento e animação para o curta metragem O Quarto Rei Mago (The Story of the Other Wise Man) para a Start Filmes. Em 1988, criou os character designs inspirados apresentadores de TV: Xuxa e Gugu Liberato para uso em histórias em quadrinhos, respectivamente, para as editoras Globo e Abril.
De 1988 a 1997, como desenhista contratado da Editora Abril, desenhou quadrinhos de vários personagens dos quadrinhos Disney e de outras franquias como: Zé Carioca, Os Trapalhões, Sergio Mallandro, Gugu, O Corcunda de Notre Dame, Hércules, Mulan e Tarzan (baseado no filme da Disney lançado em 1999), destacando-se a graphic novel Didi Volta Para O Futuro. Em parceria com Wander Antunes, desenhou as HQs Dora e As Aventuras de Zózimo Barbosa, este último lançado em 2007 no álbum O Corno Que Sabia Demais, pela Pixel Media, um selo da Ediouro Publicações. Em 2013, ao lado de José Wilson Magalhães e Osnei Rocha, ilustra o livro Cabeça Oca em Goiânia: O Tesouro Escondido de Christie Queiroz.
Em 2014, Gustavo Machado voltou a ilustrar o Zé Carioca, na edição de março da revista do papagaio..
Em março de 2019, a SESI-SP Editora publica Isto não é um assassino, escrita por Hugo Aguiar e ilustrada por Gustavo Machado.
Como desenhista, recebeu dois prêmios Abril de Jornalismo, três prêmios Angelo Agostini, dois troféus Dona Beja de Quadrinhos e o Prêmio Angelo Agostini como Mestre do Quadrinho Nacional, em 2015. 
Atualmente trabalha com ilustrações de livros para várias editoras, além de criar trabalhos 
para publicidade e HQs institucionais. Com o estúdio Cartoon Pro, participou da produção de desenhos animados em 3D para editora Luz e Vida, de Curitiba.
Vive em Londrina-PR, desde 1993. É casado com Cleusa e tem duas filhas, Paula e Natália.